# Kenny Irons (coureur)
Kenny Irons (Luton, 17 februari 1961 - Cadwell Park, 26 juni 1988) was een Brits motorcoureur. Zijn beste seizoen was dat van 1987, toen hij als fabrieksrijder voor Suzuki veertiende werd in het wereldkampioenschap wegrace.
Irons werd als een groot talent beschouwd. In 1984 won hij de Britse Pro-Arm-series en in 1986 werd hij Brits superstock-kampioen. In het seizoen 1987 kreeg hij via de Britse sponsor Heron een contract met Suzuki, dat in dat jaar terugkeerde met een nieuwe fabrieksracer, de Suzuki RGV. Deze machine was nog niet racerijp en zowel Irons als teamgenoot Kevin Schwantz konden er nauwelijks punten mee scoren. Uiteindelijk werden de laatste drie races door Suzuki overgeslagen en eindigde Kenny Irons als veertiende in het wereldkampioenschap en Kevin Schwantz als zestiende. In 1988 nam Suzuki Rob McElnea in dienst en Kenny Irons kon geen goede GP-machine krijgen. Daarom reed hij opnieuw uitsluitend in Engeland.
Op 26 juni reed hij een superstockrace in Cadwell Park. Hij botste tegen een andere machine die wegens motorpech stilviel. Irons kwam ten val, werd door een andere rijder geraakt en overleed aan de gevolgen van dit ongeval.

## Wereldkampioenschap wegrace resultaten
(Races in vet zijn pole-positions; races in cursief geven de snelste ronde aan)
| Jaar | Klasse | Team   | Motorfiets    | 1       | 2       | 3       | 4       | 5       | 6       | 7     | 8     | 9      | 10    | 11      | 12      | 13      | 14      | 15      | Punten | Plaats | Overwinningen |
| ---- | ------ | ------ | ------------- | ------- | ------- | ------- | ------- | ------- | ------- | ----- | ----- | ------ | ----- | ------- | ------- | ------- | ------- | ------- | ------ | ------ | ------------- |
| 1986 | 250 cc | Privé  | Yamaha TZ 250 | SPA -   | NAT -   | DUI -   | OOS -   | JOE -   | NED -   | BEL - | FRA - | GBR 11 | ZWE - | SMR -   |         |         |         |         | 0      | -      | 0             |
| 1986 | 500 cc | Privé  | Suzuki RG 500 | SPA -   | NAT -   | DUI -   | OOS -   | JOE -   | NED DNF | BEL - | FRA - | GBR -  | ZWE - | SMR -   |         |         |         |         | 0      | -      | 0             |
| 1987 | 500 cc | Suzuki | Suzuki RGV    | JAP DNF | SPA DNF | DUI DNF | NAT DNF | OOS DNF | JOE 10  | NED 8 | FRA 6 | GBR 10 | ZWE 9 | TSL DNF | SMR DNF | POR DNS | BRA DNS | ARG DNS | 12     | 14e    | 0             |